# Béranyaság
Béranyaságnak nevezzük azt a folyamatot, amikor egy termékeny nő (béranya) egy másik személynek vagy párnak gyermeket hord ki a testében. Az Európa Tanács – egyetlen szavazattöbbséggel – 2016. március 15-én elutasította a béranyaságot.

## Fogalma
A béranya lehet a gyermek vér szerinti anyja, ilyenkor mesterséges megtermékenyítés útján esik teherbe, vagy történhet megtermékenyített embrió beültetésével, ahol a béranya és gyermek kapcsolata már nem vér szerinti. Alapesetben a  béranya anyagi ellenszolgáltatásban részesül. Előfordulhat az is, hogy a „béranya”  a szolgálatát tisztán empatikus megfontolásból ajánlja fel. Az utóbbi esetet szokásosan dajkaanyaságnak nevezik.
A béranyaság lehetősége több okból merülhet fel:  ilyen okok lehetnek a homoszexuális párkapcsolat, a női meddőség vagy egyéb orvosi okok, amelyek a terhességet kockázatossá vagy lehetetlenné tennék.

## Szexuálpszichológiai és etikai kérdések
Az abortuszhoz vagy a lombikbébi programhoz hasonlóan, ennél a kérdésnél is megjelennek az etikai aggályok, így a téma megosztóvá válik. Az alábbi idézetek ízelítőt adnak a két álláspont közti véleménykülönbségek természetéről.
Szilágyi Vilmos pszichológus írja a szexuálpolitikáról írt cikkében

"Hogy  ki  a gyermek  valódi  anyja,  az a béranyaság  esetén  szemlélet  és  megítélés kérdése, s nem feltétlenül  okoz  identitászavart  (vagy éppen az emberi kapcsolatok „cinikus  piacosítását”). Az  anyaság  fogalma  kétségtelenül  módosulhat  és  relativizálódhat  a  béranyaság  következtében. Ám  egy örökbe fogadott  vagy  nevelt gyermek  is  meg tudja  szokni, hogy  „két  anyja  van”  (illetve  volt  egy másik is);  személyiségfejlődése  ettől  még  zavartalan lehet."

Durica Katerina író, a béranyasággal foglalkozó dokumentarista regény szerzője, számos béranyával készített riportot. Tapasztalatairól így nyilatkozott:

"A magyar béranyák, akikkel én beszéltem, mind azt mondták, hogy nehéz volt megakadályozniuk, hogy kötődjenek a babához, aki bennük növekedett. Azt mondogatták maguknak, hogy ez nem az ő gyerekük, de a szülés közeledtével felmerült bennük, hogy mégsem adják oda a szülőknek, megtartják. A szülést és a baba átadását követően traumatizálódtak, nagyon mélyre zuhantak. Volt, aki megbánta, és azt mondogatja, hogy nem lett volna szabad belemenni, hogy sokkal többet vesztett, hogy az a pénz nem ér ennyit. És volt olyan béranya is, aki nem bír leválni a gyerekről, jár a család után, odaül az óvodai kerítés szélére, és nézi a gyereket."

## Jogi kérdések
Számos országban, így Magyarországon és Franciaországban is illegális a béranya igénybevétele.

### Magyarországon
Az Egészségügyi Tudományos Tanács és Kutatásetikai Bizottság (ETT TUKEB)  már 1990-ben elfogadott egy állásfoglalást a béranyasággal kapcsolatban. Ezek szerint

„A Bizottság elfogadja, hogy szorosan vett orvosi javallat alapján a béranyaság
indokolt lehet, de kényelmi szempontból, orvosi javallat nélkül etikailag nem
támogatja azt. Egyelőre az országban legfeljebb 2 vagy 3 centrumban lehetne
engedélyezni ezekre a feladatokra minden szempontból jól felkészült
munkacsoport működését, akik részletesen kidolgozott munkaprogramjukat jogi
és szakmai fórummal ellenőriztetik.”

Az 1997. évben elfogadott egészségügyi törvény lehetővé tette volna a béranyaságot[forrás?]. A részletek kidolgozására időt akartak biztosítani, ezért a törvény csak 2000-ben lépett volna hatályba. Az első Orbán-kormány alatt ezeket a rendelkezéseket eltörölték, főként a katolikus egyház véleményére alapozva.
2004-ben az Alkotmánybíróság elutasította azt az indítványt, hogy tekintse alkotmányellenesnek az ún. dajkaterhesség és béranyaság szabályozásának hatályon kívül helyezését ekkor az Alkotmánybíróság kijelentette, hogy az alkotmányos önrendelkezési jog nem parttalan. Míg az önrendelkezés személyes jog, a dajkaterhesség, bér-anyaság mások jogait is érinti. Senkinek nincs az alkotmányból levezethető joga arra, hogy ilyen beavatkozás kérjen (108/B/2000. AB határozat).
Bár hazánkban maga a béranyaság nem büntetőjogi kategória, maga a műtét törvényesen nem végezhető el.

### Ukrajnában
Ukrajnában viszont az ország joga 1997 óta lehetővé teszi, hogy a megszületett gyermeket a biológiai szülők és ne a béranya nevére anyakönyvezzék.

### Thaiföld
Thaiföldön 2015-ben törvényben betiltották a béranyaságot, amely addig jelentős méreteket öltött az országban.

### A Czeizel Endre elleni béranyaper
2002-ben dr. Czeizel Endre ellen indítottak büntetőpert béranyasággal összefüggésben. Czeizel Endre mindvégig tagadta bűnösségét. A Fővárosi Ítélőtábla enyhítette az első fokú ítéletet és jogerős ítéletében 200.000 Ft pénzbüntetés megfizetésére kötelezte Czeizel Endrét.

### Az Európa Tanács 2016. március 15-i döntése
"Az Európa Tanács véglegesen elutasította az ún. béranyaság gyakorlatát 16 nem és 15 igen szavazattal. Az Európa Tanács társadalmi ügyek bizottsága március 15-én, kedden elvetette Petra de Sutter belga képviselőnő javaslatát, aki azt kérte a 47 tagország kormányától, hogy folytassák az utat a béranyaság nemzetközi szabályozása terén."